# Medizinisch-Psychologische Untersuchung
Die Medizinisch-Psychologische Untersuchung (abgekürzt: MPU) beurteilt in Deutschland die Fahreignung des Antragstellers. Im Volksmund mit dem herabsetzenden Begriff Idiotentest belegt, lautet die gesetzliche Bezeichnung Begutachtung der Fahreignung (entsprechend: Begutachtungsstelle für Fahreignung).
Die MPU gibt es seit 1954 in Deutschland. Sie stellt eine Prognose zur Verkehrsbewährung des Antragstellers und dient als Hilfe für Fahrerlaubnisbehörden zur Vorbereitung der Entscheidung über die Entziehung und Neuerteilung der Fahrerlaubnis. Im europäischen Ausland sind anstelle fachlich begründeter Einzelfallprüfungen häufig erhebliche Strafen bei schwerwiegenden Verkehrsstraftaten oder gehäuften Verstößen üblich.

## Begriff der Fahreignung
Der Begriff der Fahreignung umfasst die körperliche Eignung, die geistige Eignung (zum Beispiel Reaktionsfähigkeit) und Persönlichkeitsmerkmale wie die persönliche Zuverlässigkeit. Fahreignung ist ein unbestimmter Rechtsbegriff. Rechtssystematisch ist die Überprüfung der Fahreignung ein Realakt (vgl. auch schlichte Hoheitsverwaltung).

Autolenkerschule in Aschaffenburg, 1906

Alternativ wird der Begriff der Mobilitätskompetenz diskutiert, der den Aspekt der Verhaltensentwicklung stärker hervorhebt. Verkehrspsychologen definieren Mobilitätskompetenz als die Gesamtheit überdauernder körperlicher, geistiger und verhaltens- bzw. einstellungsbezogener Voraussetzungen eines Fahrers zum sicheren und partnerschaftlichen Führen von Kraftfahrzeugen.

## Aufgabe der MPU
Ein MPU-Gutachten liefert eine Prognose der Verkehrsbewährung des Auftraggebers, also eine auf Fakten und Erfahrungswissen basierende Wahrscheinlichkeitsaussage über die Entwicklung des Verhaltens in der Zukunft. Die Fakten sind im Fahreignungsregister und in der Führerscheinakte dokumentiert. Die Prognose ist immer dann günstig (= „positives“ Gutachten), wenn die Zweifel der Fahrerlaubnisbehörde durch die verkehrsmedizinischen und verkehrspsychologischen Befunde ausgeräumt werden können, also belegbare Hinweise auf stabile Verhaltens- und Einstellungsänderungen vorliegen.
Vor der Entscheidung über die Neuerteilung der Fahrerlaubnis prüft die zuständige Behörde, ob das Gutachten nachvollziehbar ist. Die formalen und inhaltlichen Standards müssen erfüllt sein (Widerspruchsfreiheit, logische Ordnung, wissenschaftliche Nachprüfbarkeit, Beachtung gesetzlicher Vorgaben sowie der Begutachtungs-Leitlinien und Beurteilungskriterien zur Kraftfahrereignung). Bestehen begründete Zweifel an der Objektivität oder werden diese Standards nicht beachtet, kann ein Gutachten von der Fahrerlaubnisbehörde abgelehnt werden. Dies kommt in der Praxis so gut wie nicht vor.
Die Qualität der MPU-Gutachten und der Arbeitsweise der MPU-Stellen wird darüber hinaus von der Begutachtungsstelle Fahrerlaubniswesen der Bundesanstalt für Straßenwesen (BASt) kontrolliert (vgl. Abschnitt Qualitätssicherung durch die BASt).
Auch von Personen, die gar keine Fahrerlaubnis besitzen, kann ein MPU-Gutachten eingefordert werden, wenn sie mit einer Blutalkoholkonzentration von 1,6 Promille oder mehr mit dem Fahrrad im Straßenverkehr aufgefallen sind. Ansonsten droht ein Verbot, fahrerlaubnisfreie Fahrzeuge (Fahrrad und Mofa) zu führen. Diese Praxis wird derzeit als rechtmäßig angesehen, nachdem in der Vergangenheit Gerichte dies auch schon als unzulässig bewertet hatten.

## Seriöse Hilfsangebote
Seit Juli 2013 bietet die BASt selbst Informationen über die MPU und Möglichkeiten der seriösen Vorbereitung / Beratung auf ihrer Webseite an und gibt konkrete Empfehlungen für die Auswahl geeigneter Berater. Auslöser hierfür waren Bemühungen des Bundesministeriums für Verkehr unter Verkehrsminister Ramsauer, mehr Transparenz im Zusammenhang mit der MPU herzustellen.
Informationsveranstaltungen vor der MPU werden überwiegend von Einrichtungen angeboten, die im Vorfeld Beratungen durchführen oder die MPU selbst durchführen (Begutachtungsstellen für Fahreignung, BfF, auch MPU-Stelle). Dabei wird der allgemeine Ablauf erläutert und es werden die Erfolgskriterien benannt sowie Fragen der Vertraulichkeit und Schweigepflicht gegenüber Dritten (wie zum Beispiel den Mitarbeitern der Fahrerlaubnisbehörde, Angehörigen oder Verkehrsanwälten) angesprochen. Weiter werden Verhaltenshinweise und allgemeine Beratungsempfehlungen gegeben, etwa der Hinweis, dass ein (negatives) Gutachten nicht bei der Führerscheinstelle vorgelegt werden muss (der Auftraggeber ist hier Herr des Verfahrens, die MPU-Stelle unterliegt der strikten Schweigepflicht).
Den fachkompetenten MPU-Stellen sind individuelle Fahreignungsberatungen und konkrete auf den Einzelfall bezogene Maßnahmeempfehlungen aufgrund gesetzlicher Vorschriften (Neutralität) verwehrt. Auch Führerscheinstellen dürfen aufgrund ihres Aufgabenprofils und mangels fachlicher Kompetenz in der Regel keine Fahreignungsberatungen durchführen.
In diese vom Gesetzgeber geschaffene Lücke stoßen diverse Berater und Coaches, die meist über das Internet Kunden zu werben versuchen. MPU-Vorbereitung und MPU-Beratung kann in Deutschland jeder betreiben, der sich für kompetent hält. Deshalb sehen sich neben ehemals Betroffenen und Fahrlehrern auch zahlreiche andere Berufsgruppen autorisiert, kostenpflichtige MPU-Vorbereitungskurse anzubieten. Es existieren weder einheitliche fachliche Standards, noch gesetzlich geregelte Qualitätskontrollen oder Anforderungen an die Qualifikation und Weiterbildung der MPU-Vorbereiter. Genau das wird im Sinne des Verbraucherschutzes und zur Verbesserung der Reputation des Arbeitsgebietes seit Jahren vom Gesetzgeber gefordert.

### Verkehrspsychologische Fahreignungsberatung
Verkehrspsychologische Fahreignungsberatung im Vorfeld einer MPU wird von Fachpsychologen für Verkehrspsychologie oder verkehrspsychologischen Beratern durchgeführt. Ziel der Beratung ist es, die Zeit der Fahrerlaubnissperre sinnvoll zur Vorbereitung auf die MPU zu nutzen und die Fahreignung dauerhaft wiederherzustellen. Sie zielt somit über den Zeitpunkt der Neuerteilung der Fahrerlaubnis hinaus. Anerkannte verkehrspsychologische Berater und Fachpsychologen für Verkehrspsychologie unterliegen strikten Fortbildungsverpflichtungen. „Ein seriöser und kompetenter Berater oder Verkehrstherapeut ist Diplom-Psychologe, hat eine verkehrspsychologische Ausbildung absolviert und bildet sich regelmäßig fort“.
Die Bundesanstalt für Straßenwesen (BASt) hat in ihrer Rubrik "Verhalten und Sicherheit" Informationen zur Qualitätssicherung von MPU und Beratung herausgegeben, die es Betroffenen erleichtern soll, seriöse und kompetente Anbieter zu finden.

### Sperrfristverkürzung
Neue Bestrebungen gehen dahin, in bestimmten Fällen die Sperrfrist abzukürzen (in der Regel um ein bis zwei Monate). Dies ist aber nur unter bestimmten Bedingungen möglich, zum Beispiel bei erstmaliger Fahrt unter Alkoholeinfluss mit einer Blutalkoholkonzentration unter zwei Promille. Die Entscheidung trifft der zuständige Richter. Vorausgesetzt wird in der Regel eine frühzeitige Intervention (z. B. verkehrspsychologische Therapie) in der Sperrfrist.

### Verkehrspsychologische Beratung nach § 71 FeV
Die „verkehrspsychologische Beratung nach § 71 FeV“ ist bis in die Details der Anerkennung und Umsetzung hinein durch die Verordnung geregelt. Sie dient als „Maßnahme mit Rechtsfolge“ ausschließlich dazu, Inhabern einer Fahrerlaubnis auf Probe, die wegen Ordnungswidrigkeiten und/oder Verkehrsstraftaten aufgefallen sind, über die Ursachen der Verkehrsauffälligkeiten aufzuklären und Wege zu einem angemesseneren Verhalten im Straßenverkehr aufzuzeigen. Sie ist damit Teil des staatlichen Verwaltungshandelns.

## Verbraucherschutz
Mit der Angst vor der MPU werden Geschäfte gemacht. Verschiedene unseriöse Angebote sollen die Notlage der Betroffenen ausnutzen (Stichworte: EU-Führerschein, Telefon-Abzocke mit 0900er-Nummern).
Dazu gibt der Berufsverband Deutscher Psychologinnen und Psychologen e. V. (BDP) detaillierte Hinweise zum Verbraucherschutz. Der Berufsverband verweist auf objektive und hilfreiche Ratgeberliteratur zur MPU und führt Register aller in Deutschland amtlich anerkannten MPU-Stellen und verkehrspsychologischen Berater.

### MPU-Foren
Hilfe zur Selbsthilfe gibt es in unabhängigen Internetforen, welche oft von Betroffenen betrieben und moderiert werden. Sie legen ihre persönlichen Probleme und Erfahrungen öffentlich dar und tauschen Informationen und Tipps aus, zum Beispiel über besonders kundenfreundliche und fachlich kompetente Untersuchungsstellen. Argumentiert wird häufig, es sei letztlich egal, wohin man gehe, die Kriterien seien ohnehin gleich. Allerdings wird auch auf deutliche Unterschiede im Kundenservice und im Engagement der Mitarbeiter hingewiesen.
In manchen Foren engagieren sich Verkehrspsychologen und geben konkrete Ratschläge (vgl. die Hinweise zum Verbraucherschutz). Auch persönlicher Rat von Betroffenen, die eine MPU bereits hinter sich haben, kann eine Entscheidungshilfe für die weitere Vorgehensweise darstellen. Es fehlen allerdings Qualitätskriterien.

### Qualitätssicherung durch die Begutachtungsstelle Fahrerlaubniswesen
Die 16 amtlich anerkannten Träger von Begutachtungsstellen für Fahreignung in Deutschland unterliegen regelmäßigen Begutachtungen durch die „Begutachtungsstelle Fahrerlaubniswesen“ bei der Bundesanstalt für Straßenwesen (BASt) – frühere Bezeichnung: Akkreditierungsstelle Fahrerlaubniswesen (BGBl vom 23. April 2014). Die Bundesanstalt überprüft, ob die in der Richtlinie über die Anforderungen an Träger von Begutachtungsstellen und deren Begutachtung durch die Bundesanstalt für Straßenwesen (VkBl. S. 110–120 vom 27. Januar 2014) festgelegten Standards eingehalten werden.
Die Richtlinie umfasst ca. 85 Regelungspunkte, betreffend (a) das Begutachtungsverfahren der BASt mit regelmäßigen Begutachtungen und der regelmäßigen Gutachtenüberprüfung und (b) das Qualitätsmanagement der Träger der Begutachtungsstellen für Fahreignung, ihre personelle, räumliche und sachliche Ausstattung und die Durchführung der MPU-Begutachtungen. Die Durchführung der medizinisch-psychologischen Untersuchung und die Erstellung der Gutachten ist in der Richtlinie detailliert geregelt und erfolgt weitgehend standardisiert (Aufbau der Gutachten, Archivierung, Schweigepflicht, Beurteilungskriterien etc.). Gutachten der amtlich anerkannten Begutachtungsstellen werden grundsätzlich von Fahrerlaubnisbehörden in ganz Deutschland akzeptiert. Im Einzelfall obliegt es der zuständigen Fahrerlaubnisbehörde zu entscheiden, ob ein vorgelegtes medizinisch-psychologisches oder ärztliches Gutachten für die anstehende Entscheidung verwertbar ist.
Die Regelungen der Richtlinie betreffen ausschließlich die Begutachtungsstellen für Fahreignung (MPU-Stellen). Für die in Fahrerlaubnisangelegenheiten zunehmend häufig angeordneten ärztlichen Gutachten existieren keine vergleichbaren Regelungen und Konformitätsprüfungen.
Begutachtungen durch die BASt können unangemeldet erfolgen. Die Ergebnisse werden in Form von Gutachten dokumentiert und den Trägern sowie den für die amtliche Anerkennung zuständigen Landesbehörden übersandt. Für neue Träger von Begutachtungsstellen für Fahreignung gelten spezielle Regelungen.
Die Begutachtung durch die BASt schafft lediglich die Voraussetzung für die Erteilung bzw. Aufrechterhaltung der amtlichen Anerkennung der Trägerorganisationen durch die zuständigen Stellen der Bundesländer (§ 66 FeV). Sie berechtigt nicht zur Aufnahme der Tätigkeit als Begutachtungsstelle für Fahreignung. Die amtliche Anerkennung der Träger erfolgt durch die zuständigen Aufsichtsbehörden der Bundesländer auf der Basis der Begutachtung der BASt. Sie kann mit Auflagen verbunden werden. Begutachtungen „aus besonderem Anlass“ sind auf Anforderung der zuständigen Landesbehörden auch unangemeldet möglich. In schwerwiegenden Fällen kann die amtliche Anerkennung für ein Bundesland ohne Konsultation der BASt entzogen werden.
Von den ursprünglich mehr als 20 Trägern von Begutachtungsstellen für Fahreignung sind zwischenzeitlich einige ausgeschieden – sei es mangels erforderlicher Qualifikationsnachweise oder aus anderen Gründen. Aktuell sind folgende Organisationen von Landesbehörden amtlich anerkannt und zum Betrieb von Begutachtungsstellen in den jeweiligen Bundesländern berechtigt.
| Begutachtete Träger von Begutachtungsstellen für Fahreignung in Deutschland (Stand: Juli 2024) | Datum der Erstakkreditierung/ Erstbegutachtung (ab 2014) |
| ---------------------------------------------------------------------------------------------- | -------------------------------------------------------- |
| TÜV SÜD Life Service GmbH                                                                      | 21.12.1999                                               |
| Gesellschaft für Arbeits-, Verkehrs- und Umweltsicherheit mbH / AVUS                           | 01.08.2001                                               |
| DEKRA e. V. Dresden                                                                            | 17.12.2001                                               |
| TÜV Thüringen e. V.                                                                            | 17.12.2001                                               |
| ABV GmbH (bis 1. Juni 2010 TÜV Rheinland Verkehrs- und Betriebspsychologie GmbH)               | 17.12.2001                                               |
| pima-mpu GmbH                                                                                  | 16.05.2002                                               |
| TÜV Technische Überwachung Hessen GmbH                                                         | 16.05.2002                                               |
| BAD Gesundheitsvorsorge und Sicherheitstechnik GmbH                                            | 27.08.2002                                               |
| IAS Institut für Arbeits- und Sozialhygiene Stiftung                                           | 29.11.2002                                               |
| TÜV NORD Mobilität GmbH & Co. KG                                                               | 25.06.2003                                               |
| IBBK Institut für Beratung – Begutachtung – Kraftfahrereignung GmbH                            | 30.09.2003                                               |
| Universitätsklinikum Heidelberg – Institut für Rechtsmedizin und Verkehrsmedizin               | 16.09.2004                                               |
| ProSecur GmbH                                                                                  | 14.06.2006                                               |
| Absolut Diagnostics GmbH                                                                       | Mai 2014                                                 |
| MPUMax GmbH                                                                                    | April 2015                                               |
| ASS-MPU Gesellschaft für Sicherheit im Straßenverkehr UG (haftungsbeschränkt)                  | 2016                                                     |
| Ha-Co MPU GmbH                                                                                 | ?                                                        |

### Arbeitsgruppe MPU-Reform
Zurzeit werden von einer Arbeitsgruppe unter Federführung der BASt Vorschläge für eine MPU-Reform erarbeitet. Dies soll unter anderem dem Ziel dienen, die Transparenz, Verständlichkeit und Objektivität der MPU weiter zu verbessern und die Akzeptanz in der Bevölkerung zu erhöhen. Eingesetzt wurde diese hochrangig besetzte Arbeitsgruppe vom früheren Bundesverkehrsminister Peter Ramsauer. Sie nimmt Vorschläge des Arbeitskreises V beim Verkehrsgerichtstag 2014 auf und prüft diese auf ihre praktische Umsetzbarkeit.
Statements und Forderungen aus Arbeitskreis V – Fahreignung und MPU:
1. Die MPU ist ein bewährtes Instrument, das nachhaltig zur Verkehrssicherheit beiträgt. Die von der Projektgruppe MPU-Reform erarbeiteten Maßnahmen – z. B. die Bereitstellung des Infoportals auf der Homepage der BASt und die Informationsblätter – werden begrüßt.
2. Eine frühzeitige und umfassende Information der Betroffenen ist erforderlich. Über Voraussetzungen, Abläufe und Rechtsfolgen der MPU haben bereits die Ermittlungsbehörden zu informieren.
3. Die Qualifikation von Personen, die zur Vorbereitung auf die MPU tätig sind, bedarf einer gesetzlichen Regelung. So wird es den Betroffenen erleichtert, seriöse Anbieter zu finden.
4. Tonaufzeichnungen des ärztlichen und psychologischen Untersuchungsgesprächs können die Transparenz der Fahreignungsbegutachtung erhöhen. Ob sie gesetzlich vorgeschrieben werden sollen, hängt von der Klärung wissenschaftlicher und rechtlicher Fragen ab. Damit soll die Projektgruppe „MPU-Reform“ befasst werden.
5. Zur Vereinheitlichung der Verwaltungspraxis ist ein bundesweit geltender Fragenkatalog für die wesentlichen Untersuchungsanlässe zu erarbeiten.
6. Obergutachtenstellen sind erforderlich, weil dort komplexe oder strittige Fälle geklärt werden können, denen das standardmäßige Vorgehen der Begutachtungsstellen für Fahreignung nicht gerecht werden kann. Für die Stellen sind Qualitätsstandards festzulegen.
7. Die fachlichen Standards der MPU sind auf den Bereich der ärztlichen und fachärztlichen Begutachtungen zu übertragen. Zu fordern ist eine vertiefte verkehrsmedizinische Ausbildung und die Überprüfung der Gutachtenqualität.
8. Bereits die Anordnung, ein Fahreignungsgutachten beizubringen, ist einer unmittelbaren verwaltungsgerichtlichen Kontrolle zu unterwerfen.
9. Qualität hat ihren Preis. Die Durchführung einer MPU muss angemessen vergütet werden. Die rechtlichen Grundlagen hierfür sind zu überprüfen.

## Öffentliche Resonanz

### Imagestudie 2014
Laut einer im Jahre 2013 im Auftrag des VdTÜV durchgeführten repräsentativen Umfrage mit 501 Befragten halten 79 % der Bevölkerung die MPU für grundsätzlich sinnvoll. Mit 83 % gab es eine überdurchschnittliche Zustimmung in der Altersgruppe der 18- bis 29-Jährigen. Der VdTÜV selbst interpretierte das Umfragenergebnis dahingehend, dass die MPU in der Bevölkerung ein gutes Image habe.

### Darstellung in den Medien
In der Boulevardpresse sowie in der Umgangssprache ist die MPU unter der Bezeichnung Idiotentest bekannt geworden. Sie wurde im Verkehrsrecht der 1950er und 1960er Jahre vor allem dann gefordert, wenn ein Fahrerlaubnisbewerber zum dritten Mal die Prüfung nicht bestanden hatte (so genannte Prüfungsversager). Diese verwaltungsrechtliche Regelung wurde jedoch etwa gleichzeitig mit der Theorie der „Unfallpersönlichkeit“ (sogenannte „Konflikt-Unfäller“ und „Affekt-Unfäller“ mit ausgeprägter Veranlagung zu Unfällen) abgeschafft, da ein unmittelbarer Zusammenhang mit dem tatsächlichen Unfallgeschehen statistisch nicht nachweisbar war. Da die Unfallzahlen mit zunehmender Motorisierung in Deutschland stark anstiegen (absoluter Höhepunkt 1973: etwa 20.000 Opfer im Straßenverkehr), verschob sich der Schwerpunkt der Untersuchungen auf die Hauptrisikofaktoren im Straßenverkehr: Alkohol, illegale Drogen und andere Verkehrsauffälligkeiten wie überhöhte Geschwindigkeit.

### Darstellung in Musik und Literatur
Eine populäre Aufbereitung des Themas erfolgte 2008 in einem Rap auf dem Album Jim Pansen und die verbotene Frucht des Hiphoppers Jim Pansen speziell für die Zielgruppe der Cannabis-Konsumenten. Die Darstellung ist inhaltlich stark verkürzt und karikierend, aber für die Zielgruppe informativ („Du, du – du musst zur MPU“).
Kim Fisher hat in ihrem Buch Im Zeichen der Jungfrau persönliche Erfahrungen mit der MPU dargelegt, die bei ihr wegen permanenten Falschparkens (236-mal) veranlasst wurde.

## Durchführung der MPU

Verteilung der MPU-Untersuchungsanlässe im Jahr 2006 (Quelle: BASt, 2007)

### Veranlassung
Im Jahr 2014 wurde eine MPU nur für etwa 0,2 % aller Fahrer gefordert (bei etwa 55 Millionen Führerscheininhabern in Deutschland), in der Regel nach Entzug der Fahrerlaubnis und Ablauf der Sperrfrist. Annähernd die Hälfte davon waren Wiederholungsuntersuchungen nach nicht bestandener MPU.

#### Statistik
Mit aktuell 88.035 Begutachtungen (2017) geht die Zahl der MPU-Anordnungen stetig zurück. Der Rückgang erfolgte schwerpunktmäßig bei den Alkoholfragestellungen, die mittlerweile weniger als 50 % aber weiterhin den größten Anteil ausmachen.

#### MPU-Anordnungen bereits ab 0,3Promille
In einem Beschluss aus dem Jahr 2014 sah der Verwaltungsgerichtshof Baden-Württemberg MPU-Anordnungen auch nach alkoholbedingten Führerscheinentzügen bereits bei einer Auffälligkeit unter 1,6 ‰ als erforderlich an. Der VGH nahm dabei Bezug auf die Rechtsprechung des Bundesverwaltungsgerichts. Auch der Bayerische Verwaltungsgerichtshof folgte dieser Rechtsprechung ab November 2015. Eine MPU-Anordnung sollte demnach schon bei relativer Fahruntüchtigkeit, also ab 0,3 ‰ erforderlich sein (VGH München, Urt. 11 BV 14.2738).
Im April 2017 verwarf das Bundesverwaltungsgericht zwei entsprechende Urteile des BayVGH. Eine MPU-Anordnung nach einer einzelnen Trunkenheitsfahrt unter 1,6 ‰ sei nur dann gerechtfertigt, wenn zusätzliche Tatsachen die Annahme von Alkoholmissbrauch begründeten. Die zusätzliche Annahme eines Alkoholmissbrauchs ist von behördlicher Seite oft bspw. dann gegeben, wenn die Polizei im Protokoll vermerkt, dass während der Polizeikontrolle keinerlei Ausfallerscheinungen festgestellt werden konnten. In einem solchen Fall ist eine Anordnung zur MPU sehr wahrscheinlich. 

#### Kontrolldichte und Dunkelziffer
In der Regel steht hinter den entdeckten Straftaten und Ordnungswidrigkeiten eine hohe Anzahl nicht entdeckter Delikte. Die Angaben zur Dunkelziffer bei alkoholauffälligen Fahrern schwanken zwischen 1:1000 und 1:60. Die Wahrscheinlichkeit, bei Fahrten unter Alkoholeinfluss oder anderen Verkehrsstraftaten und Ordnungswidrigkeiten entdeckt zu werden, ist aufgrund der geringen polizeilichen Kontrolldichte (siehe Verkehrskontrolle) in Deutschland sehr niedrig. Jede Fahrt unter Alkoholeinfluss ohne Unfall und ohne Verkehrskontrolle erhöht somit die Wahrscheinlichkeit der nächsten Fahrt; Alkohol am Steuer ist ein Seriendelikt.

#### Untersuchungsanlässe
Die wichtigsten Untersuchungsanlässe sind (in der Reihenfolge der Häufigkeit):
| Anlass/Fragestellung                            | Beschreibung |
| Alkohol (Alkohol-MPU)                           | Ein Kraftfahrer ist mehrfach mit Alkohol im Straßenverkehr aufgefallen, oder einmal mit einer Promillezahl von 1,6 ‰ oder mehr (dieser Wert gilt auch für Fahren unter Alkoholeinfluss mit dem Fahrrad). Verkehrsauffälligkeiten unter Alkoholeinfluss stellen 58 Prozent aller Begutachtungsfälle (Quelle: BASt, 2007). |
| illegale Drogen (Drogen-MPU)                    | Ein Kraftfahrer ist unter Einfluss von illegalen Drogen im Straßenverkehr aufgefallen, oder der Fahrerlaubnisbehörde liegen Hinweise vor, dass ein Kraftfahrer außerhalb des Straßenverkehrs gegen das Betäubungsmittelgesetz verstoßen hat (durch Drogendelikte oder Drogenmissbrauch).                                 |
| Verkehrsrechtliche Auffälligkeiten (Punkte-MPU) | Mehr als 7 Punkte beim Fahreignungsregister in Flensburg oder besonders schwerwiegende Verkehrsverstöße. |
| Strafrechtliche Auffälligkeiten                 | Der Kraftfahrer ist strafrechtlich mehrfach in Erscheinung getreten oder mit Straftaten aufgefallen, die auf eine besonders hohe Aggressivität oder geringe Impulskontrolle schließen lassen. |

Weitere MPU-Untersuchungsanlässe können zum Beispiel die vorzeitige Erteilung einer Fahrerlaubnis für Jugendliche ab 16 Jahren oder körperliche/psychische Erkrankungen/Behinderungen sein.
Nach dem Beantragen der Führerschein-Neuerteilung sendet die zuständige Fahrerlaubnisbehörde die erforderlichen Unterlagen und Dokumente an eine frei wählbare MPU-Stelle, die wiederum das fertige Gutachten an den Auftraggeber (also an den Führerscheinbewerber) schickt. Nach der Vorlage eines positiven Gutachtens bei der Führerscheinstelle wird der bereits beantragte Führerschein in der Regel unmittelbar ausgehändigt.

### Ablauf der MPU
Die Durchführung der MPU dauert in der Regel drei bis vier Stunden, die Reihenfolge der Untersuchungsteile (Testdiagnostik, ärztliche Untersuchung, psychologisches Gespräch) kann variieren.
Der aktuelle Sachstand wird im Regelfall am Untersuchungstag unter Vorbehalt mitgeteilt, da in der Regel noch nicht alle Befunde vorliegen. Das Gutachten wird dem Auftraggeber zugesandt, der es an die Fahrerlaubnisbehörde weitergeben kann. Die Führerscheinakte wird parallel an die Fahrerlaubnisbehörde zurückgeschickt. Der Zeitrahmen bis zur Zusendung des Gutachtens soll 14 Tage nach der Untersuchung nicht überschreiten.
Die MPU besteht aus folgenden Untersuchungsteilen:
| Untersuchung        | Beschreibung |
| Verkehrsmedizin     | Im medizinischen Teil wird auf verkehrsrechtlich relevante Erkrankungen sowie Alkoholmissbrauch oder Missbrauch illegaler Drogen bzw. Abhängigkeit geprüft. Dazu führt der Arzt ein Gespräch über die medizinische Vorgeschichte, eine körperliche Untersuchung sowie gegebenenfalls labormedizinische Verfahren (zum Beispiel Blutabnahme, Urin-Drogenscreening) durch. Häufig geht es darum, einen angegebenen vollständigen Verzicht auf Alkohol oder andere Drogen verkehrsmedizinisch zu belegen. Hierfür werden Drogenscreenings (Haar- oder Urinanalysen), mit denen sich Spuren früheren Konsums teilweise noch nach Monaten nachweisen lassen, und Alkoholscreenings (Leberwerte, oft auch EtG und CDT) eingesetzt. |
| Verkehrspsychologie | Im psychologischen Gespräch geht es um die Einsicht in früheres Fehlverhalten, die persönlichen Ursachen dafür, Konsequenzen für das aktuelle Verhalten und Vorsätze und Verhalten für die Zukunft, die eine erneute Verkehrsauffälligkeit zuverlässig verhindern. Dabei muss das zukünftig geplante Verhalten in der Regel seit mindestens sechs Monaten stabil gelebt werden. Das Gespräch muss für das Gutachten aufgezeichnet werden (dies erfolgt häufig am Computer). Untersuchungsstellen sollten dem Kunden die Möglichkeit bieten, die Aufzeichnungen gegenzulesen, um Missverständnisse zu vermeiden. Einige Stellen bieten auch Tonbandaufnahmen an.                                                              |
| Leistungsdiagnostik | Bei einem standardisierten Reaktionstest am Computer wird die psychofunktionale Leistungsfähigkeit (Reaktionsfähigkeit, Konzentration und Aufmerksamkeit) getestet. Die Anzahl und Art der durchgeführten Tests (Wahrnehmungs- und Reaktionsleistung, Belastbarkeit, Aufmerksamkeit) variieren nach der jeweiligen Untersuchungsfragestellung. Entsprechen die Testergebnisse nicht den Anforderungen, kann eine Überprüfung der Kompensationsfähigkeit im praktischen Fahrverhalten (Fahrverhaltensbeobachtung) empfohlen werden. |

Manche MPU-Stellen bieten zusätzlich kostenlose Informationsabende an, um die Betroffenen aus erster Hand zu informieren und Spannungen und Ängste im Vorfeld einer MPU zu reduzieren. Eine Anmeldung ist in der Regel nicht erforderlich, die Teilnahme erfolgt anonym.

### Kosten der MPU
Die Kosten der medizinisch-psychologischen Untersuchung sind in der Anlage zu § 1 der Gebührenordnung für Maßnahmen im Straßenverkehr geregelt. Sie richten sich nach dem durchschnittlichen Aufwand der unterschiedlichen Fragestellungen. Seit dem 1. August 2018 sind die darin aufgeführten Kosten einer MPU gemäß der aktuellen gesetzlichen Bestimmungen nicht mehr anwendbar. Siehe Absatz 5 im § 65 Übergangsbestimmungen des StVG. Im Februar 2008 wurden die Gebühren erstmals seit Einführung der Fahrerlaubnisverordnung im Jahr 1999 angehoben. Sie betragen für Alkohol- bzw. Drogenuntersuchungen 338 Euro netto. Bei kombinierten Fragestellungen erhöht sich die Untersuchungsgebühr um die Hälfte der jeweils höchsten Teilgebühr. Drogenuntersuchungen sind deshalb am teuersten, weil ein Drogenscreening mit einer zusätzlichen Gebühr von 128 Euro abgerechnet wird. Hinzu kommen unter anderem Kosten für Zweitschriften und Gutachtenversand. Vielfach liegen die gesamten Gebühren für die MPU über 500 Euro.
Teurer sind die vorbereitenden Angebote im Vorfeld einer MPU. Von Verkehrspsychologen werden in der Regel um die 60 bis 100 Euro pro Sitzung zugrunde gelegt.

### Begutachtungsstellen in Deutschland
Eine gültige Übersicht über sämtliche amtlich anerkannten MPU-Stellen in Deutschland kann bei der Bundesanstalt für Straßenwesen als zuständiger Akkreditierungsbehörde abgerufen werden. Die Gutachten dieser Stellen werden von allen Fahrerlaubnisbehörden in Deutschland akzeptiert. Sie stehen untereinander im direkten Wettbewerb, der sich vor allem über Kundenempfehlungen und kundengerechte Bearbeitung abspielt. Mittlerweile wurde die Gebührenordnung Straßenverkehr für den MPU-Bereich außer Kraft gesetzt, so dass auch die Preisgestaltung Teil des Wettbewerbs ist. In Großstädten wie Hamburg, Köln, München, Stuttgart und Frankfurt am Main agieren zwischen vier und sechs Anbieter, in Berlin mehr als zehn. Derzeit sind 15 Organisationen akkreditiert, wobei verschiedene Anbieter in Firmenverbänden zusammenarbeiten.
Hilfreiche Hinweise für eine kundenorientierte, fachkundige und menschliche Behandlung der betroffenen Antragsteller finden sich in den Erfahrungsberichten der einschlägigen MPU-Foren.

### Gesetzliche Grundlagen der MPU
§ 2 Straßenverkehrsgesetz (StVG) regelt die Erteilung einer Fahrerlaubnis, § 3 StVG die Entziehung. Ein Bewerber für eine Fahrerlaubnis muss – neben anderen Anforderungen wie Mindestalter etc. – zum Führen von Kraftfahrzeugen geeignet sein. Geeignet ist, wer die notwendigen körperlichen und geistigen Anforderungen erfüllt und nicht erheblich oder wiederholt gegen verkehrsrechtliche Bestimmungen oder Strafgesetze verstoßen hat (§ 2 Abs. 4 StVG). Begründen Tatsachen (Verkehrsauffälligkeiten, körperliche oder geistige Mängel) Bedenken gegen die Eignung, kann die Fahrerlaubnisbehörde anordnen, dass ein Gutachten einer Begutachtungsstelle für Fahreignung beigebracht wird (§ 2 Abs. 8 StVG).
Ist jemand ungeeignet zum Führen von Kraftfahrzeugen, ist die Fahrerlaubnis zu entziehen. Mit der Entziehung erlischt die Fahrerlaubnis. Bei einer ausländischen Fahrerlaubnis kann das Recht aberkannt werden, von der Fahrerlaubnis im Inland Gebrauch zu machen (§ 3 Abs. 1 StVG).
Das Bundesministerium für Verkehr, Bau und Wohnungswesen ist durch § 6 StVG ermächtigt, Rechtsverordnungen mit Zustimmung des Bundesrates zu erlassen, die die Anforderungen an die Eignung zum Führen von Kraftfahrzeugen, die Beurteilung der Eignung durch Gutachten und die Feststellung und Überprüfung durch die Fahrerlaubnisbehörde regeln. Diese Anforderungen sind in der Fahrerlaubnis-Verordnung (FeV) detailliert in § 11 (Eignung), § 13 (Klärung von Eignungszweifeln bei Alkoholproblematik) und § 14 (Klärung von Eignungszweifeln im Hinblick auf Betäubungsmittel und Arzneimittel) beschrieben. Auf der Basis der Verordnung fordert die Fahrerlaubnisbehörde eine MPU und legt die jeweilige Fragestellung für die Untersuchung fest. Die Auswahl der Begutachtungsstelle (siehe oben) erfolgt durch den Bewerber.

## MPU-Reform
Kay Nehm, Präsident des Verkehrsgerichtstages, äußerte im Jahr 2014 in Goslar, die Untersuchung habe „keinen guten Ruf in der Bevölkerung“, sei vom Grundsatz her aber wichtig für die Verkehrssicherheit. Die Regelungen müssten an mehreren Stellen verbessert werden. Unter anderem könnten sich Betroffene derzeit nicht auf dem Rechtsweg gegen die Anordnung der MPU wehren – in den Augen vieler Juristen ein fragwürdiger Umstand. Die öffentliche Kritik richtet sich dabei in erster Linie gegen die behördlichen Rahmenbedingungen – mangelnde Einheitlichkeit der MPU-Fragestellungen, uneinheitliche Veranlassungen in den Bundesländern – und insbesondere gegen den Mangel an Transparenz und Qualitätskontrollen in der Vorbereitung auf die MPU (Qualifikation und Zulassung der Berater). Infolge der gesetzlichen Trennung von Diagnostik und Beratung/Therapie im Jahr 2009 hat sich hier ein unkontrollierter Markt aufgetan.
Im Verkehrsministerium hat man sich der Kritik angenommen und plant Verbesserungen der Rahmenbedingungen unter dem Stichwort MPU-Reform. Für Betroffene sei es schwierig, aus der Fülle der Angebote zum Bestehen der MPU seriöse und kompetente Informationen herauszufiltern, heißt es im Ministerium. Viele Betroffene seien nicht rechtzeitig über die Bedingungen für ein positives Gutachten informiert.
Ebenso steht die fehlende verwaltungsrechtliche Überprüfbarkeit der MPU-Anordnung auf dem Prüfstand. Hinsichtlich der Durchführung der MPU selbst wird hingegen kaum Verbesserungsbedarf gesehen, zumal sie bereits jetzt strengen Qualitätsprüfungen unterzogen ist. Diskutiert wird lediglich über obligatorische Aufzeichnungen des psychologischen Gesprächs, wobei die erheblichen Mehrkosten der Protokollierung sowie die ungeklärten Fragen des Datenschutzes und der sicheren Asservierung der Gesprächsprotokolle dem entgegenstehen. Eine Aufzeichnung des Gesprächs kann bereits jetzt jeder MPU-Proband auf eigene Kosten in Auftrag geben.

## Kritik an der MPU und an der MPU-Vorbereitung
Der ADAC fordert eine Reform der MPU. So wird unter anderem eine frühzeitige Information über die MPU gefordert, da Betroffene erst nach Beantragung der Wiedererteilung der Fahrerlaubnis von der Behörde über die Auflage der MPU informiert werden. Dadurch geht wertvolle Zeit verloren, wobei die gesetzten Fristen oft mit der realistischen Durchführung einer erfolgreichen MPU nicht realistisch einzuhalten sind. Weiterhin fordert der ADAC die gerichtliche Überprüfbarkeit der MPU an sich. Bisher wird die MPU an sich nicht als eigener Verwaltungsakt, sondern als eine freiwillige, vorbereitende Maßnahme zur Wiedererlangung der Fahrerlaubnis angesehen. Bei Vergehen mit nicht-führerscheinpflichtigen Fahrzeugen steht sie laut Kritikern im Gegensatz zur Unschuldsvermutung, wobei Rechtsprechungen diese Fälle als gerechtfertigt beurteilt haben.
Niedergelassene Verkehrstherapeuten sehen die Objektivität der Begutachtung gefährdet, weil Trägerorganisationen Tochtergesellschaften gegründet haben, die vor oder nach einer Begutachtung weitere Produkte anbieten: Beratung, Kurse, oft auch ausdrücklich MPU-Vorbereitung. Das gefährde die Neutralität der Begutachtung. Wirtschaftliche Interessen könnten gegenüber fachlichen Gesichtspunkten in den Vordergrund treten – zum Schaden für die Verkehrssicherheit und die Betroffenen.

### Fehlende Qualitätskontrollen
Dem wird entgegengehalten, dass die Maßnahmen zur Vorbereitung auf eine MPU den Gesetzen des freien Marktes unterliegen, also keinen geregelten Qualitätskontrollen und keinen Zugangsvoraussetzungen unterworfen sind – anders als die streng regulierten und aufwendig überprüften Dienstleistungen der akkreditierten Träger von Begutachtungsstellen für Fahreignung und Anbieter von Kursen nach § 70 FeV („Kurse mit Rechtsfolge“). Vor diesem Hintergrund wird die Einholung einer fachlichen Zweitmeinung vor Durchführung der MPU zunehmend empfohlen. Qualitätssicherungssysteme für das Fahreignungsseminar sind jedoch gesetzlich vorgesehen (§ 4a Abs. 8 Satz 6 StVG, § 34 Abs. 4 FahrlG). Die Anforderungen an ihre Anerkennung und Genehmigung sind in § 43a FeV festgelegt. Die Lücke der mangelnden Qualitätssicherung in der MPU-Vorbereitung wird in den überarbeiteten Beurteilungskriterien (4. Auflage 2022) zumindest teilweise geschlossen. Darin wird nun definiert, was eine qualitativ hochwertige MPU-Vorbereitung bzw. eine Fahreignungsfördernde Intervention (FFI) enthalten sollte. Das gibt den Betroffenen die Möglichkeit, die Qualität einer Fahreignungsfördernden Intervention besser beurteilen zu können.
Eine fundierte FFI besteht aus:
- Wissensvermittlung
- Deliktanalyse
- Motivationsförderung
- Kompetenzaufbau
- Rückfallprophylaxe

### Änderungen zum 1. Juli 2009
Zum 1. Juli 2009 wurde eine strikte Trennung zwischen MPU-Diagnostik und Beratung/Therapie eingeführt. Die organisatorische, personelle und räumliche Trennung wird nun sukzessive vollzogen. Beratungen an amtlich anerkannten MPU-Stellen sind seitdem nicht mehr erlaubt, desgleichen Empfehlungen für oder Weiterleitungen an bestimmte „Vorbereiter“.
Damit sollte die Neutralität der Begutachtungsstellen für Fahreignung und die Objektivität der Begutachtung gestärkt werden. „Dies stellt einen wichtigen Baustein für die Akzeptanz der medizinisch-psychologischen Begutachtung in der Öffentlichkeit dar und leistet auch einen Beitrag für die Verkehrssicherheit“. Maßgeblich für den Erfolg der gesetzlichen Trennung von Beratung und Diagnostik sei die konsequente Durchsetzung durch die Aufsichtsbehörden.

## Sonstiges

### Bestehensquoten und Wirksamkeit
Im Jahr 2006 führten 62,6 % aller Untersuchungen zur Erteilung der Fahrerlaubnis. Der Anteil der positiven Gutachten lag dabei bei 49,5 %, weitere 16,2 % der MPU-Teilnehmer erhielten ihren Führerschein nach einem zusätzlichen §-70-Nachschulungskurs zurück (offizielle Bezeichnung: Kurs zur Wiederherstellung der Kraftfahreignung für auffällige Kraftfahrer). Das Für und Wider von „zu viele kommen durch“ und „zu viele fallen durch“ ist eine Frage persönlicher Wertmaßstäbe und gesellschaftlicher Sicherheitsbedürfnisse. Nach aktuellen Zahlen des Statistischen Bundesamtes sind etwa 10 % der tödlichen Unfälle auf Alkoholeinfluss zurückzuführen (Stand 2011).
Im langfristigen Trend fällt der deutliche Anstieg positiver Gutachten auf (1997: 40,8 %, 2008: 51,2 %, 2013 57 %). Allerdings differieren die Quoten zwischen den einzelnen Untersuchungsanlässen erheblich: Bei sogenannten Alkoholtätern 46,0 % positiv, bei Drogentätern 55,9 % positiv. Verbesserte Labor-Nachweismethoden (bei Alkohol insbesondere das Ethylglucuronid) und Therapieangebote im Vorfeld der MPU könnten mittelfristig zu einem weiteren Anstieg der Positiv-Quoten führen.
Eine Abkürzung der Sperrfrist geht nicht automatisch mit einem erhöhten Rückfallrisiko einher. Eine Studie aus dem Jahr 2001 belegte, dass Rehabilitationsmaßnahmen innerhalb der Sperrfrist zu einer Senkung des Rückfallrisikos führen. Ungeklärt ist noch, ob sich diese Ergebnisse auf die gegenwärtige breite Palette unterschiedlicher Ansätze im Vorfeld der MPU – von intensiver Einzeltherapie bis hin zu „Schauspielschulen“ – übertragen lassen.
Die Wirksamkeit (Legalbewährung) der MPU hat sich seit Beginn der 1980er Jahre verbessert. Eine bundesweite Untersuchung im Auftrag der Bundesanstalt für Straßenwesen erfolgte anlässlich der erstmaligen Einführung von Rehabilitationskursen für alkoholauffällige Kraftfahrer (ab 1980). Wurden damals noch 18,8 % positiv beurteilte MPU-Absolventen innerhalb von drei Jahren erneut auffällig (Kursteilnehmer: 13,4 %), so lagen die Quoten erneut auffälliger Fahrer aus der Zeit von 1987 bis 1990 nur noch bei 11,2 (bzw. Kursteilnehmer: 13,8 %). Personen, die erst bei einer zweiten Untersuchung – ohne zwischenzeitliche verkehrspsychologische Maßnahme – ihre Fahrerlaubnis erneut erhalten hatten, wurden nach dieser Untersuchung im Untersuchungszeitraum von drei Jahren zu 21,2 % erneut auffällig. Auch Aussagen, nach denen jeder dritte Alkoholfahrer nach einer positiven MPU erneut rückfällig wird, werden durch die Fachliteratur gestützt, wenn der Beobachtungszeitraum von drei auf zehn Jahre ausgedehnt wird.
Vor dem Hintergrund dieser Evaluationsstudien sehen die Befürworter der MPU die Wirksamkeit dieser gesetzlichen Maßnahme als ausreichend belegt an. Die Wirkung von Sanktionen wie Fahrerlaubnisentzug und Strafe allein (also ohne MPU) ist nach Stephan (1984) deutlich geringer. Die Rückfallwahrscheinlichkeit (Grundrate) liegt nach Stephan bei „Ersttätern unter 2,0 Promille“ bei etwa 35 %. Das kombinierte System von Fahrerlaubnisentzug und MPU trägt demnach spürbar zur Reduktion von Todesopfern und Verletzten im Straßenverkehr bei.

Quelle: BASt-Bericht (August 2007): „Begutachtung der Fahreignung 2006“

Bei dem norddeutschen Projekt von 2001 (siehe oben) lagen die Werte für positiv Beurteilte bei 6,5 % und für Kursteilnehmer bei 8,3 %. Wurde der Führerschein erst nach therapeutischen Maßnahmen und einer weiteren Untersuchung wieder erteilt, lag das Wiederholungsrisiko bei 4,4 %. Diese Zahlen sind vergleichbar mit den Ergebnissen anderer intensiver Verkehrstherapien (vgl. – Evaluationsstudie nicht veröffentlicht).

### Überprüfung der Rechtmäßigkeit der Anordnung
Seitens einiger Verkehrsjuristen wird argumentiert, die Entscheidung einer Fahrerlaubnisbehörde zur Anordnung einer MPU müsse auf dem Rechtsweg überprüfbar sein. Die Überprüfung der Entscheidung sei auch aus verfassungsrechtlicher Sicht geboten, da es sich bei der MPU um einen erheblichen Eingriff in das Persönlichkeitsrecht handle. Andere Positionen stellen die selbstständige Anfechtung einer MPU-Anordnung generell in Frage.
Der Entscheidungsspielraum der Fahrerlaubnisbehörde ist jedoch sehr eng. Der Gesetzgeber bewertet eine MPU als eine vorbereitende Handlung im Rahmen einer Verwaltungsentscheidung. Er sieht bislang keine Veranlassung, diese Verwaltungsentscheidung auf dem Rechtsweg überprüfbar zu machen. Gegen die Entscheidungen der Fahrerlaubnisbehörden können Rechtsmittel eingelegt werden.

### MPU-Umgehung

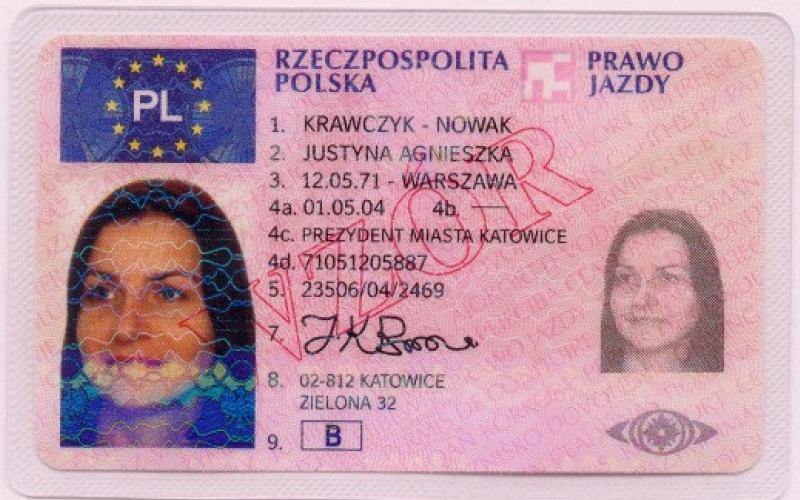
Polnischer Führerschein

Der Weg der MPU-Umgehung durch den Führerscheinerwerb im europäischen Ausland wurde in der Vergangenheit von vielen Antragstellern praktiziert (vgl. Führerscheintourismus). Diese Praxis hat sich jedoch infolge einer Neuregelung zum 19. Januar 2009 wesentlich geändert, womit wieder mehr Rechtssicherheit und -gleichheit entstanden ist. Die Zahl der Werbeanzeigen für EU-Führerscheine hat inzwischen deutlich abgenommen.
Angesichts der weiterhin umstrittenen Rechtslage, möglicher späterer Nutzungsuntersagungen und vieler betrügerischer Angebote mit „Erfolgsgarantien“ ist eine vorherige Information sinnvoll, zum Beispiel bei Rechtsanwälten, insbesondere solchen, die auf Verkehrsrecht spezialisiert sind.
Bisher wurde einem Fahrer, der mit einem EU-Führerschein in Deutschland angetroffen wurde, die Weiterfahrt untersagt, wenn gegen den Betroffenen noch Führerschein-Auflagen in Deutschland offen waren. Am 26. April 2012 hat der Europäische Gerichtshof entschieden, dass ein EU-Führerschein in Deutschland auch dann anzuerkennen ist, wenn die Person noch eine MPU-Auflage oder andere Auflagen in Deutschland hat, und die Sperrzeit abgelaufen ist und seinen ordentlichen Wohnsitz im ausstellenden Mitgliedstaat der EU hat.

### Eignungsuntersuchungen für Berufskraftfahrer
Bewerber und Inhaber der Klassen D, D1, DE, D1E oder einer Fahrerlaubnis zur Fahrgastbeförderung (z. B. Taxifahrer) müssen sich ab Vollendung des 50. Lebensjahres alle fünf Jahre einer verkehrsmedizinischen und -psychologischen Untersuchung unterziehen.
Der verkehrspsychologische Teil umfasst die Überprüfung besonderer Anforderungen wie Orientierungsleistung, Konzentrationsleistung, Aufmerksamkeitsleistung, Belastbarkeit und Reaktionsfähigkeit. Diese Vorschriften sind seit dem 1. Januar 1999 gültig. Damit soll sichergestellt werden, dass Berufskraftfahrer die besonderen Anforderungen für diese Tätigkeit erfüllen.
Die Untersuchungen werden von Arbeits- und Betriebsmedizinern sowie in amtlich anerkannten Begutachtungsstellen für Fahreignung angeboten.